# Saliou Gueye
Saliou Gueye (* 25. Februar 1968 in Dakar, Senegal) ist ein deutsch-senegalesischer Politiker.

## Leben
Gueye wurde 1968 in Dakar, der Hauptstadt Senegals an der Küste Westafrikas, geboren. Er studierte ab 1995 in Dortmund Raumplanung mit den Schwerpunkten Entwicklungs- und Migrationspolitik. Im Rahmen eines EU-Programms schloss er ein europäisches Masterstudium mit den Schwerpunkten internationale Humanitäre Hilfe und Menschenrechte in Brüssel ab. Danach war u. a. Referent bei der Konrad-Adenauer-Stiftung und Stadtteilmanager in Mannheims größtem Stadtteil Neckarstadt-West.

## Karriere
Von 2007 bis 2013 war Gueye in Ludwigsburg als Migrationsbeauftragter der Stadt engagiert. Als erstes Mitglied afrikanischer Herkunft einer Bundesversammlung durfte Saliou Gueye 2009 den Bundespräsidenten Horst Köhler mitwählen. Dessen Nachfolger Joachim Gauck ehrte sein soziales und politisches Engagement und überreichte ihm 2014 im Schloss Bellevue das Bundesverdienstkreuz. Von 2014 bis 2017 wurde er von Ministerpräsident Winfried Kretschmann in den Nachhaltigkeitsbeirat der Landesregierung Baden-Württemberg berufen. Von 2013 bis 2016 leitete er in Ulm die Koordinationsstelle Internationale Stadt Ulm. In seiner Heimatstadt Ludwigsburg ist er seit 2016 als Leiter der Koordinierungsstelle für kommunale Entwicklungszusammenarbeit tätig. Seit 1. Oktober 2020 ist er Bezirksvorsteher von Stuttgart-Zuffenhausen.
Als Experte für Migration und Entwicklungspolitik ist er Jury-Vorsitzender des bundesweiten Wettbewerbs Kommune bewegt Welt, der durch die Engagement Global gGmbH im Auftrag des Bundesministeriums für wirtschaftliche Zusammenarbeit und Entwicklung durchgeführt wird. Er ist Vorsitzender der Initiative Afrika hilft Afrika und Begründer der Ludwigsburger Afrikatage, die 2018 ihr zehnjähriges Jubiläum feierten.